# Жана дю Бари (филм)
„Жана дю Бари“ (на английски: Jeanne du Barry) е историческа драма за съдбата на последната фаворитка на крал Луи XV – мадам Дю Бари, от 2023 година на режисьорката Майвен, която сама изпълнява и главната роля.

## Сюжет
Внимание:  Текстът по-долу разкрива сюжета на произведението (или части от него)!
Франция, XVIII век. Мари-Жана Беку, жена със скромен произход, благодарение на своя чар и сръчност, бързо се издига в обществото. Първоначално работи като прислужница на банкер, а след това се премества в Париж, където става една от най-известните куртизанки във Франция. Скоро граф Жан-Батист дю Бари се влюбва в нея и Жана започва да живее в семейството му, отглеждайки Адолф – син на графа от първия му брак. Въпреки че графът изпитва силна страст към Жана, той не се колебае да я сложи в леглото на стария разпуснат маршал дьо Ришельо, така че маршалът да осигури на Дю Бари защита в кралския двор. След като се наслаждава малко на тялото на Жана, Ришельо решава да предаде тази луксозна любовница на самия крал, надявайки се също на неговото благоволение. Кралят се влюбва в Жана от пръв поглед и често кани Жана в двореца. Основен водач и съветник в живота на кралския двор за Жана става Жан Делаборд, личен камериер на Луи XV.
Жана веднага се привързва към краля, въпреки че той е известен със своя труден характер и многобройни любовници. Когато кралицата консорт умира, Луи решава да направи Жана своя официална фаворитка: той изисква тя да се омъжи за граф Дю Бари, като по този начин получава титлата графиня Дю Бари, и насърчава Жана да живее във Версай със съпруга си и осиновения си син. Присъствието на Жана променя живота във Версай. Новата фаворитка на краля често нарушава строгите дворцови норми, свободното ѝ поведение буди омраза сред кралските дъщери и по-голямата част от френското благородство, а дофинът изпитва симпатии към нея. Любящият крал обаче прощава на Жана всички нарушения и тя е щастлива в съюза си с Луи. Но скоро се случват две събития, които разрушават любовната идилия. Луиза, любимата дъщеря на краля, става монахиня, а Адолф, любимият осиновен син на Жана, умира в дуел.
Жана и кралят живеят заедно още около четири години, след което във Франция пристига австрийската принцеса Мария-Антоанета, булката на дофина на Франция. Мария-Антоанета е наивно момиче, а дъщерите на краля убеждават бъдещата кралица, че Жана е коварна жена от нисък произход. Гордата Мария-Антоанета по всякакъв начин избягва да общува с Жана, а когато се срещат, тя демонстративно я игнорира, предизвиквайки скандал в кралския двор. В крайна сметка дофинът и самият крал убеждават Мария-Антоанета да прояви минимално уважение към официалния фаворит на краля, а австрийската принцеса едва изрича няколко думи за времето, извръщайки леко глава към застаналата до нея Жана.
Скоро след това кралят се разболява от едра шарка. За да получи опрощение от духовенството и да спаси кралството от скандал, Луи XV е принуден да се отрече от Жана. Тя се сбогува с любимия си и заминава за манастир, където прекарва една година буквално в арест. Новият крал Луи XVI връща замъка Лувесиен на Жана, при условие че тя никога няма да се върне в Париж. След години започва Френската революция, Жана е арестувана и отведена в Париж, където е екзекутирана с гилотина, последвайки краля и кралицата.

## Актьорски състав
| Актьор            | Роля                                                                       |
| ----------------- | -------------------------------------------------------------------------- |
| Майвен            | Мадам Дю Бари                                                              |
| Джони Деп         | Луи XV                                                                     |
| Бенджамин Лаверне | Жан Бенджамин Делаборд – личен камериер и довереник на Луи XV              |
| Пиер Ришар        | Арман дьо Винеро дю Плеси – маршал на Франция, правнук на кардинал Ришельо |
| Мелвил Пупо       | граф Жан-Батист Дюбари – съпруг на Жанни Дюбари                            |
| Паскал Грегъри    | Еманюел-Арман дьо Ришельо, херцог д'Егийон – военен министър на Луи XV     |
| Индиа Хайр        | Мари-Аделаид Бурбон-Френска                                                |
| Сузана дьо Беке   | Виктоар Бурбон-Френска                                                     |
| Настурция Валмари | Луиза Бурбон-Френска                                                       |
| Лора Льо Вели     | Софи Бурбон-Френска                                                        |
| Диего Ле Фур      | дофин, бъдещ крал Луи XVI                                                  |
| Полин Полман      | булката на дофина Мария-Антоанета                                          |
| Мича Лескот       | Флоримон-Клод дьо Мерси-Арженто                                            |

## Снимачен процес
- Основните снимки започват на 26 юли 2022 г. във Версай и други райони на Париж и продължават 11 седмици. Те се провеждат в замъците Во-льо-Виконт и Шан-сюр-Марн, в замъка Версай и в замъка Шато дьо Шамплатр, както и на реките Сена и Марна.
- За първи път в кариерата си Майвен решава да използва 35-милиметрова филмова камера, за да заснеме филм, използвайки визуалния дизайн на „Бари Линдън“ на Стенли Кубрик като модел. Да режисира филма и да играе едновременно главната роля се оказва трудно за Мейвен, която след края на снимките обявява, че никога повече няма да участва във филм, който сама режисира.
- В интервю за списание „Vogue“ режисьорката Майвен казва, че се е интересувала от фигурата на мадам Дю Бари от няколко години, което ѝ е дало идеята да посвети филма на нея: „Влюбих се в тази героиня и нейната епоха. Писах сценария в продължение на три години, документирах много и след това оставих въображението си да го завладее. За мен срещата с Луи XV е кулминацията в живота му. Това също води до неговото падение.“
- Майвен първоначално предлага ролята на Луи XV на двама френски актьори, които отказват, а след това предлага ролята на Джони Деп, по думите ѝ „актьор, на когото се възхищавам, дори и да не е французин“. Деп е изключително поласкан и много развълнуван от предложението, което той смята за истинско предизвикателство: „Наистина оценявам предизвикателството, което представлява – да играя Луи XV, за мен, селско момче от Кентъки, да играя Луи XV и при това във френски филм.“
- През януари 2022 г. Джони Деп получава ролята на крал Луи XV; през май 2022 г. Луис Гарел, Пиер Ришар и Ноеми Лвовски се присъедяват към актьорския състав на филма; през юли 2022 г. актьорският състав включва и Бенджамин Лаверне, Мелвил Пупо, Паскал Грегори, Индиа Хайр.
- Филмът има резултат от 52% на Rotten Tomatoes.
- Докато филмът има финансов успех във Франция, той е пълен провал в международния боксофис, спечелвайки малко над 13 милиона долара срещу бюджет от 22 милиона долара.